# Ponto de venda

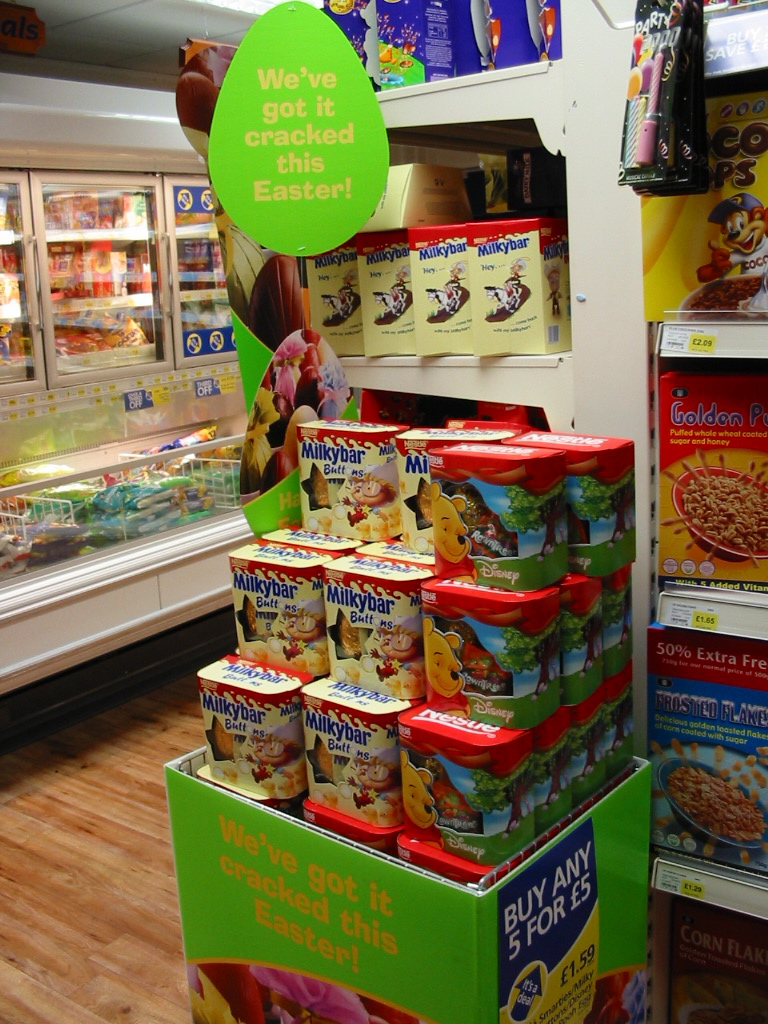
Ponto-de-venda promocional exibindo produtos relacionados à Páscoa.

Ponto de venda  ou PDV (do inglês "point of sale", POS) é um local onde um produto é exposto de forma permanente,  independentemente de sazonalidade  ou promoção em que sejam oferecidas, por tempo limitado, vantagens adicionais aos consumidores.
O PDV é o local onde o cliente manifesta o comportamento de compra, e a partir disso tem inicio um processo de avaliação e formação de atitudes perante o retalhista. O PDV representa um papel distintivo e preponderante na entrega de promessas da marca. Quanto mais tempo o consumidor permanecer no interior do PDV, maior é a probalidade de vir a efectuar compras ou reforçar os laços afectivos com a marca. Por isso, é de extrema importância criar ambientes que afectem favoravelmente as atitudes dos consumidores e promovam a venda.
Trata-se de um segundo local de exposição que vem somar-se ao local primário — denominado ponto permanente ou ponto natural, e que visa aumentar a rotação do produto. O PDV é também utilizado para ambientar o produto dentro de uma loja, destacando-o do restante do local, o que lhe oferece maior visibilidade e possibilidades de facilitar a aquisição.
Itens que habitualmente fazem parte de um PDV incluem pilhas, refrigerantes, doces, salgadinhos, cigarros, sorvetes, goma de mascar e revistas. Estes mostruários revelam-se úteis também em locais com espaço limitado, pois aproveitam áreas usualmente negligenciadas.
Os mostruários normalmente ostentam a marca do produto que está sendo oferecido, e geralmente são confeccionados em plástico ou papelão para facilitar seu manuseio. Isto também significa que o designer pode tirar proveito do uso de cores e impressão para tornar o PDV atrativo. Alguns destes pontos podem ter pequenas geladeiras para refrigerantes ou sorvetes. Outros PDVs podem simplesmente assumir o aspecto de uma cesta de metal simples, ostentando nada mais do que o preço. Este último tipo de mostruário é mais fácil de reabastecer, embora não seja tão apelativo quanto seus congêneres de plástico.
Também existem mostruários na forma de vitrines - nos quais podem ser aplicadas as técnicas de vitrinismo. Essas técnicas são muito utilizadas por grandes empresas, e se baseiam em estudos de marketing sobre o comportamento de compra e observação das pessoas.